# Chapadão do Sul
Chapadão do Sul – miasto i gmina w Brazylii, w stanie Mato Grosso do Sul.